# Raapzaad
Raapzaad (Brassica rapa subsp. oleifera) is een plant uit de kruisbloemenfamilie (Brassicaceae). Het is een typische voorjaarsplant. De plant kan meer dan 1 m hoog worden. De plant kleurt eind maart en begin april in korte tijd veel bermen in een felle gele pracht. De gele kleur in bermen in mei komt vaak door de herik (Sinapis arvensis).
Ook in de periode na april kan overal bloeiend raapzaad worden aangetroffen: er is een nabloei van later opgekomen planten tot in oktober.

## Beschrijving
De bladeren zijn lancetvormig, borstelig behaard en stengelomvattend. De bovenste bladeren zijn stengelomvattende met een diep-hartvormige voet. De bladeren aan de voet zijn helder groen. De lancetvormige bladeren met stengelomvatting ontbreken bij koolzaad. Bij koolzaad zijn alle bladeren ook de onderste blauwgroen en hebben ten minste aan de onderzijde op de middennerf borstelharen.
De gele bloemen hebben vier kroonbladeren en vormen een bolvormige of platte kroon aan de top van de plant. De kelkbladeren staan van de kroonbladeren af. Onder de bloemtros staan een aantal lange hauwen. De hauw is 4 - 6,5 cm lang en heeft een 15 - 20 mm lange snavel. Bij koolzaad is de snavel 8 - 15 mm lang.
De plant lijkt op koolzaad (Brassica napus). Koolzaad bloeit echter iets later, en is hiervan ook te onderscheiden doordat bij het koolzaad de knoppen van de ongeopende bloemen hoger zitten dan de bloemen, terwijl bij het raapzaad de bloemen de knoppen bedekken.

## Gebruik
Raapzaad is een landbouwgewas, dat vaak ook verwilderd wordt aangetroffen. Oorspronkelijk is de plant afkomstig uit Zuid-Europa. De plant wordt ook gekweekt, onder andere in Duitsland.
Uit de zaden kan raapolie gewonnen worden. De zaden worden ook gebruikt in voedermengsels voor vogels, zoals kanaries.

## Bladkool
Onder de naam bladkool wordt raapzaad gebruikt als groenbemestings- en vanggewas.

## Ecologie
Raapzaad is waardplant voor de larven van de gamma-uil (Autographa gamma), Evergestis pallidata, kooluil (Mamestra brassicae), huismoedertje (Noctua pronuba), groot koolwitje (Pieris brassicae), klein geaderd witje (Pieris napi) en klein koolwitje (Pieris rapae).

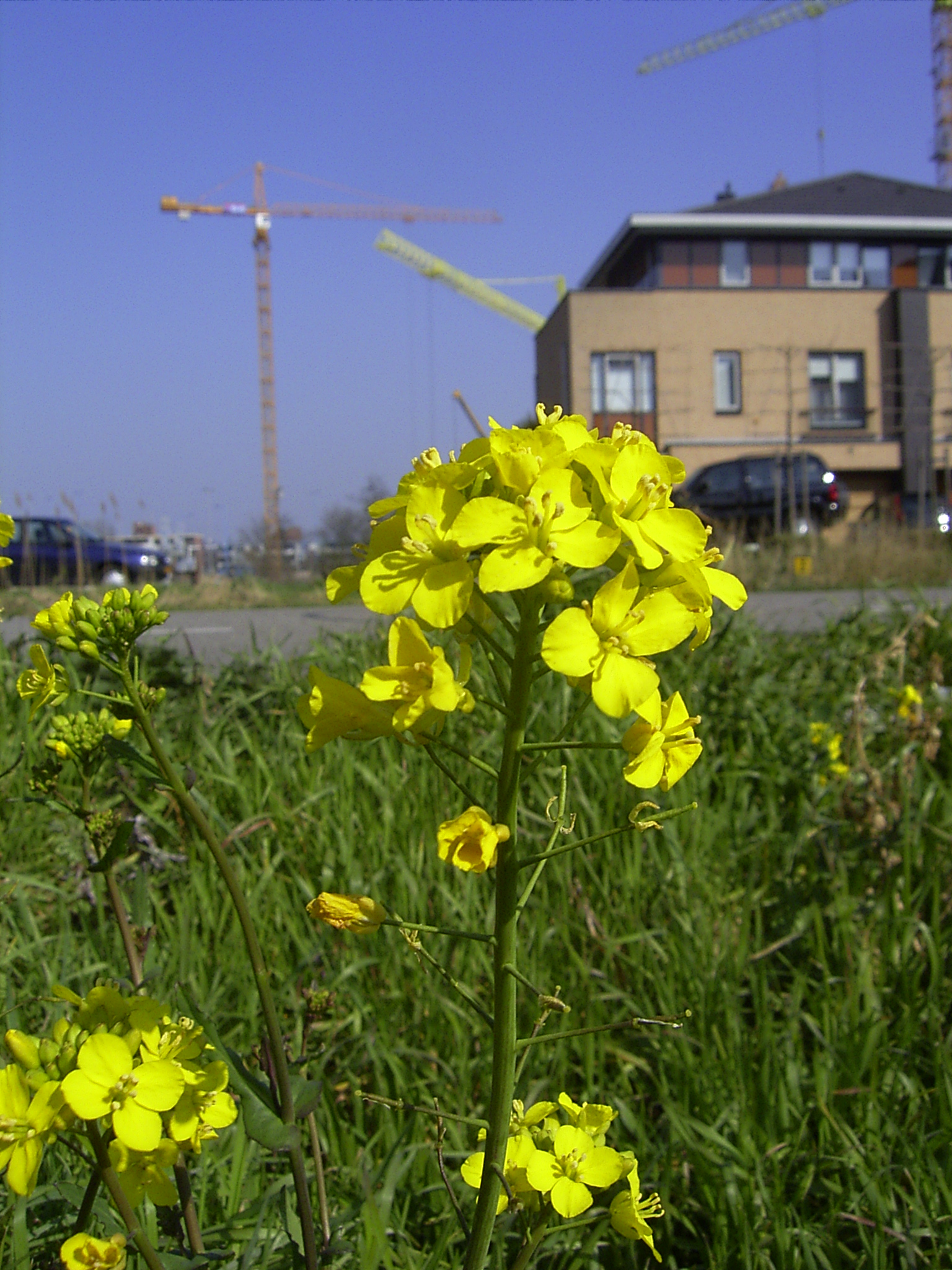
Raapzaadbloem
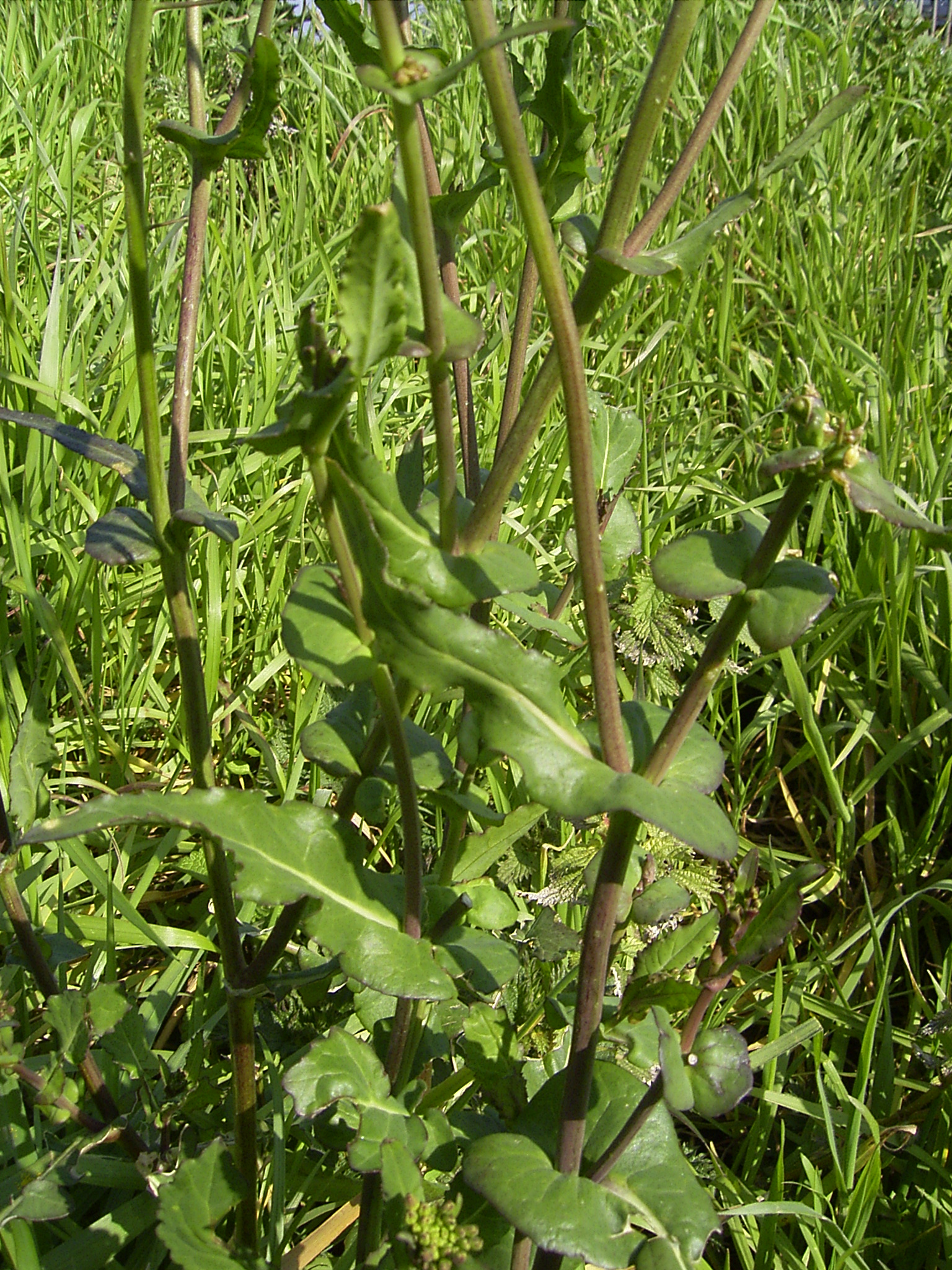
Raapzaadblad
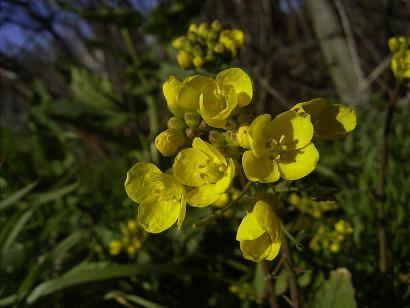
Raapzaad close-up
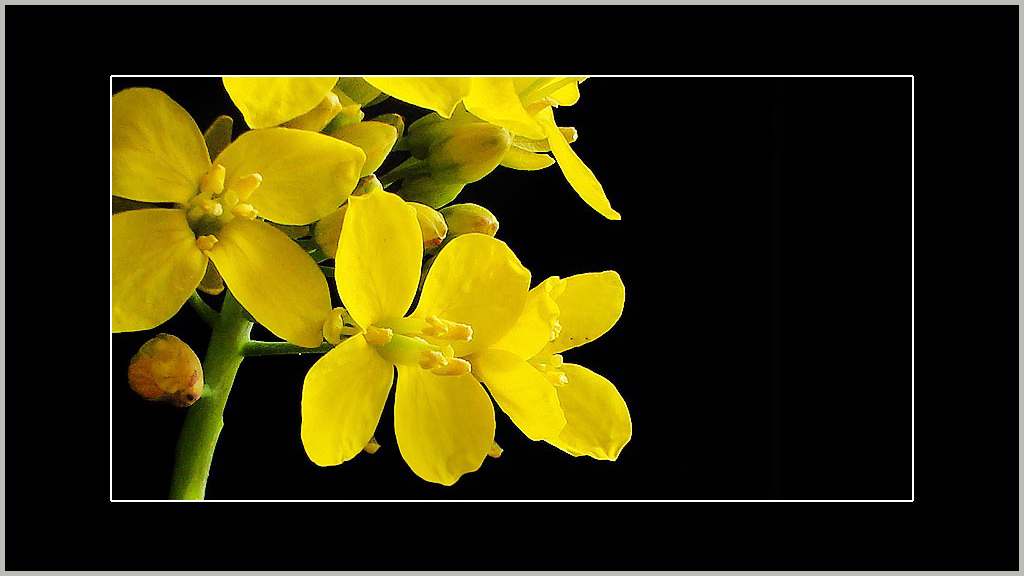
Close-up